# Crypsis (biologie)

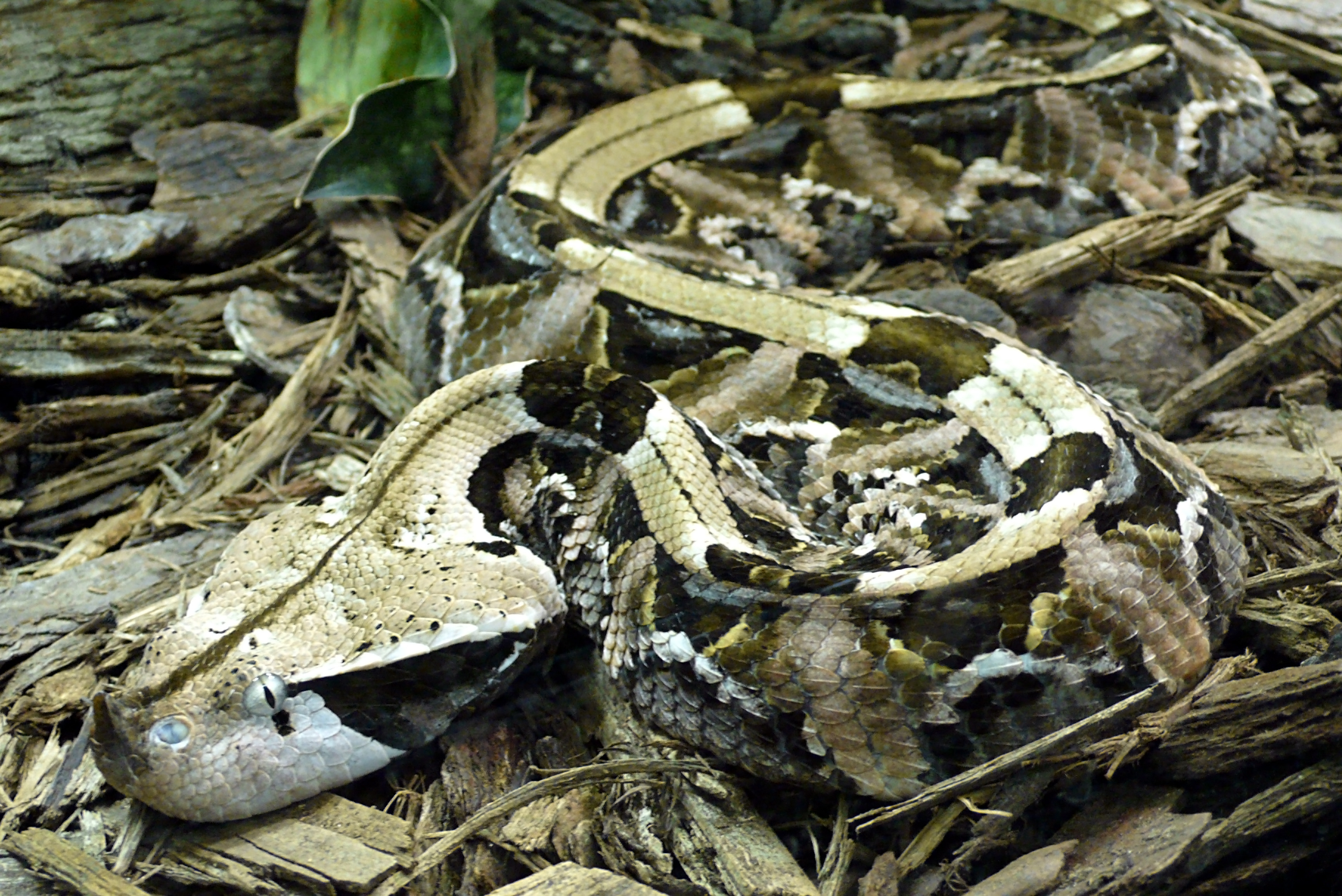
De Gabonadder is een gecamoufleerd roofdier, dat vanuit een hinderlaag aanvalt

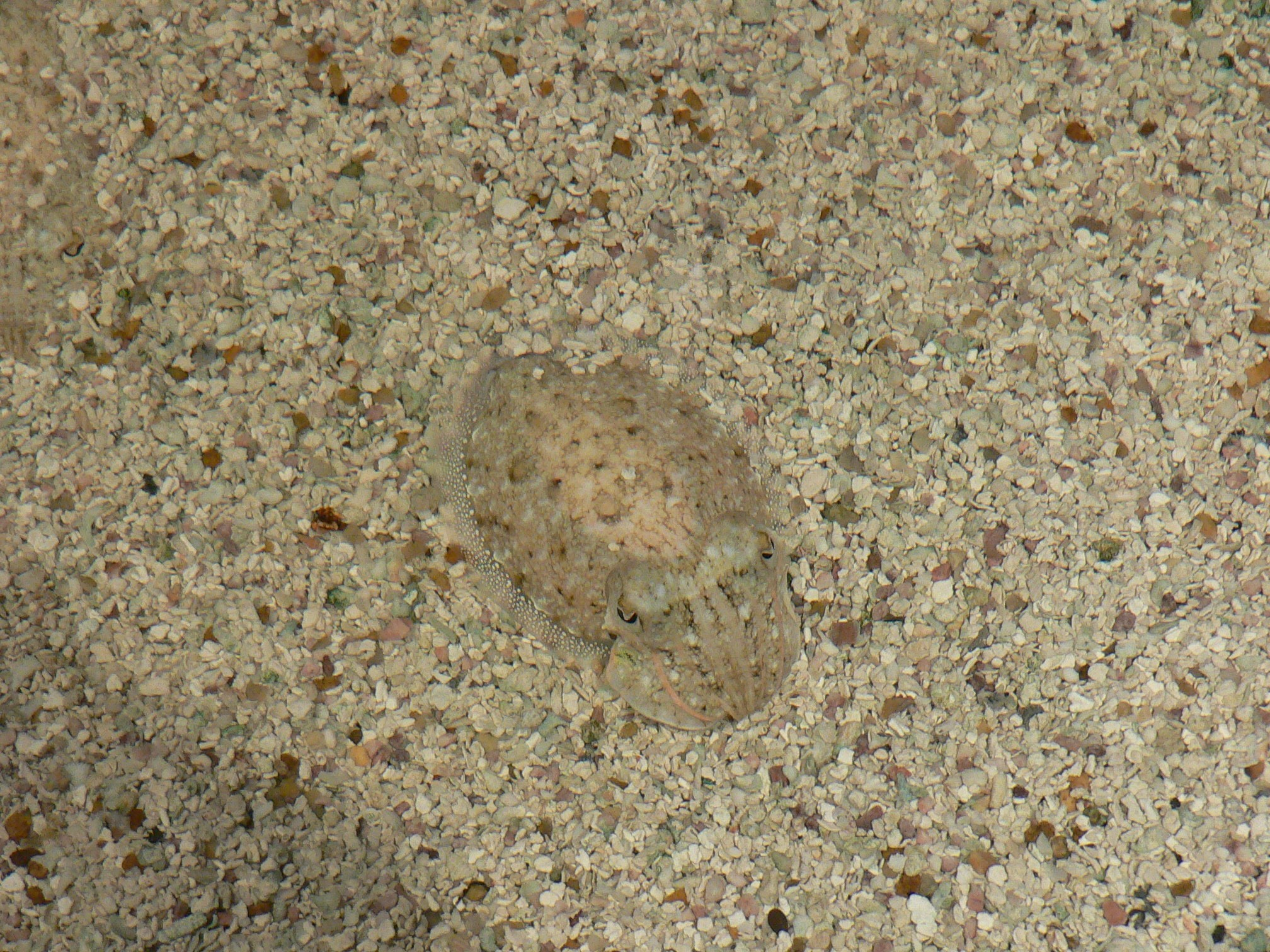
Een jonge zeekat verbergt zich tussen het zand

Crypsis is de capaciteit van een organisme om zich te kunnen verbergen voor anderen, als verdediging tegen roofdieren of om als roofdier juist een prooi beter te kunnen besluipen. Een cryptisch dier kan dit bijvoorbeeld doen door middel van camouflage (schutkleuren), 's nachts actief te zijn, onder de grond te leven, zichzelf (deels) transparant te maken of door mimicry (het nabootsen van een ander dier). De laatste vorm wordt niet altijd tot crypsis gerekend, daar bij mimicry een ander dier symbool staat en bij de overige vormen de omgeving.
Dieren worden door hun leefomgeving sterk onder druk gezet om zichzelf te laten opgaan in hun omgeving of hun vorm te verbergen: Voor prooidieren om zich voor roofdieren onzichtbaar te maken en voor roofdieren om ongemerkt hun prooi te kunnen besluipen. Uitzonderingen zijn grote herbivoren zonder natuurlijke vijanden, vogels die door behendigheid die vertrouwen op hun snelheid om aan hun achtervolgers te ontsnappen en giftige dieren, die zich juist kenmerken door hun heldere kleuren.
Voorbeelden van cryptische diersoorten zijn de uilnachtzwaluw (verenpatroon lijkt op boombast), brughagedis (leeft overdag in een hol onder de grond en is 's nachts actief), een aantal kwallensoorten (zijn transparant), rafelvis (lijkt op een onderwaterplant), de bot (begraaft zichzelf in de bodem) en de zweefvlieg (vermomt zich als een wesp).
Ook planten kunnen crypsis vertonen; zo komen een aantal soorten van het Zuid-Afrikaanse orchideeëngeslacht Corycium met donkere, verwelkt uitziende bloemen pas in bloei na een bosbrand, als de omgeving kaal en zwart is. Zij vallen dan nauwelijks op en zijn niet aantrekkelijk voor grazende dieren.